# Литературно-художествен музей „Чудомир“
Литературно-художественият музей „Чудомир“ е общински културен институт за живота и делото на изтъкнатия български писател хуморист, художник и краевед Димитър Чорбаджийски – Чудомир. Помещава се в къщата му в град Казанлък, която обявена за музей през 1968 г. Обявена е за архитектурен паметник на културата от национално значение с Протокол № 15 на НСОПК от 03.12.1998 г.
След изграждане на допълнителна сграда, музейният комплекс е открит през 1979 г. Той включва дома на Чудомир, художествено-документална експозиция, която е разположена в три зали с обща площ 300 кв. м, модерно фондохранилище и конферентна зала с мултимедийно оборудване.
В музея съхраняват повече от 15 000 оригинални ръкописи, рисунки, скици, писма, книги и лични вещи на Чудомир и неговата съпруга – художничката Мара Чорбаджийска, като част от тях са изложени в откритата експозиция. Седалище е на културната фондация „Чудомир“, която се грижи за опазването и популяризиране на богатото му творческо наследство.
Музеят е включен в движението „Сто национални туристически обекта“.